# مستشفى جامعة أوريبرو
مستشفى جامعة أوريبرو (بالسويدية: Universitetssjukhuset Örebro، USÖ)، هو مستشفى جامعي في أوريبرو، السويد.
يتم تشغيل المستشفى من قبل مجلس مقاطعة أوريبرو واتخذ اسمه الحالي في عام 2000، بعد أن كان يُطلق عليه سابقًا مستشفى أوريبرو الإقليمي. المستشفى هو أحد المستشفيات الثلاثة داخل منطقة مقاطعة أوريبرو، والمستشفيات الأخرى هي مستشفى كارلسكوجا ومستشفى ليندسبيرج.
حاولت جامعة أوريبرو، التي حصلت على وضع الجامعة الكاملة في عام 1999، ومجلس المقاطعة منذ فترة طويلة إنشاء كلية طب ممولة من الحكومة في أوريبرو بالتعاون مع المستشفى. في 30 مارس 2010، حصلت الجامعة على الحق في منح الدرجات الطبية، مما يجعلها كلية الطب السابعة في السويد.

## وصلات خارجية
- باللغة السويدية
- باللغة الإنجليزية